# Rok Stergar
Rok Stergar, slovenski zgodovinar, * 2. februar 1973, Ljubljana

## Življenje in delo
Po končani osnovni in srednji šoli v Ljubljani se je Stergar vpisal na študij zgodovine na Oddelku za zgodovino Filozofske fakultete Univerze v Ljubljani, kjer je leta 1998 s temo Ljubljanski častniški zbor med prelomom stoletja in prvo svetovno vojno diplomiral. Po uspešni diplomi se je na oddelku za zgodovino zaposlil kot asistent za zgodovino 19. stoletja. Leta 2003 je doktoriral s temo Slovenci in avstroogrske oborožene sile (1868-1914). Leta 2007 je postal docent in leta 2013 izredni profesor. Med februarjem in majem 2015 je gostoval na Hrvaškem, na Univerzi v Zagrebu.
Leta 2003 je sodeloval kot vodja projekta Die Geschichte und Mythen des Mittelalters und das Entstehen der modernen Nation im 19. Jahrhundert. Med letoma 2007 in 2011 je sodeloval kot raziskovalec v projektu Moderna i suvremena hrvatska povijest u europskom i svjetskom kontekstu. Leta 2017 je začel sodelovati kot kooperacijski partner v raziskovalnem projektu Habsburg Army Multilingualism and Military-Civil Relations, 1868-1914. 2020 pa je začel s sodelovanjem kot raziskovalec v projektu Ustvarjanje, vzdrževanje, ponovna uporaba: mejne komisije kot ključ za razumevanje sodobnih meja in kot vodja projekta Šole in imperialne, nacionalne in transnacionalne identifikacije: Habsburška monarhija, Jugoslavija in Slovenija. 
Najpomembnejše področje njegovega raziskovanja je slovenska zgodovina v 19. stoletju, še posebno politična in vojaška ter nacionalizem. Je avtor dveh znanstvenih monografij in številnih člankov.

## Izbrana bibliografija
- Rok Stergar, "Vojski prijazen in zaželen garnizon" : Ljubljanski častniki med prelomom stoletja in prvo svetovno vojno, Zbirka Zgodovinskega časopisa, 19 (Ljubljana, 1999);
- -, Slovenci in vojska, 1867-1914 : Slovenski odnos do vojaških vprašanj od uvedbe dualizma do začetka 1. svetovne vojne, Historia, 9 (Ljubljana, 2004);
- -, "Fragen des Militärwesens in der slowenischen Politik 1867–1914", Österreichische Osthefte 46 (2004). 391-422;
- -, "A Slovene Programme from 1869 : Its Authors and Inception", v Opţiuni politice la popoarele central-est europene în secolul al XIX-lea : Political Options of the Central-Eastern European Peoples in the 19th Century, ur. Teodor Pavel, Seria: Documenta – Istorie – Mărturii, ur. Nicolae Bocşan (Cluj-Napoca, 2006), 193-211.
- -, "Slovenci i mirovni pokreti u drugoj polovici 19. stoljeća", Radovi Zavoda za hrvatsku povijest Filozofskog fakulteta Sveučilišta u Zagrebu 39 (2007), 97-118.
- -, "National Indifference in the Heyday of Nationalist Mobilization? : Ljubljana Military Veterans and the Language of Command", Austrian History Yearbook 43 (2012), 45-58.
- -, "Die Bevölkerung der slowenischen Länder und die Allgemeine Wehrpflicht", v Laurence Cole, Christa Hämmerle in Martin Scheutz, ur., Glanz – Gewalt – Gehorsam : Militär und Gesellschaft in der Habsburgermonarchie (1800 bis 1918). Frieden und Krieg : Beiträge zur Historischen Friedensforschung, 18 (Essen, 2010), 129-151.
- -, "L'esercito asburgico come scuola della nazione : Illusione o realtà?", v Brigitte Mazohl in Paolo Pombeni, ur., Minoranze negli imperi : Popoli fra identità nazionale e ideologia imperiale. Annali dell'Istituto storico italo-germanico in Trento, Quaderni, 88 (Bologna, 2012), 279-294.
- -, "Jan Zdeněk Veselý's Year in Ljubljana : a Story of Cooperation of Czech and Slovene Sokols", Per saecula ad tempora nostra : sborník prací k šedesátým narozeninám 2, ur. Jiří Mikulec, Miloslav Polívka (Praha 2007), str. 720-724.
- -, "Hrana na bojiščih 1. svetovne vojne : izkušnje slovenskih vojakov." Prispevki za novejšo zgodovino, 55 (2015), str. 22-53.
- -, "Avstrijska vojska in nasilje nad vojaki med reformo leta 1868 in koncem monarhije". Acta Histriae, 10 (2002), str. 191-198.
- -, "Politični cilji slovenske inteligence" : nekaj drobcev o vohunih in vojakih. Zgodovina za vse : vse za zgodovino, 5 (1998), str. 21-29.